# Emőd
Emőd is een plaats (város) en gemeente in het Hongaarse comitaat Borsod-Abaúj-Zemplén. Emőd telt 5474 inwoners (2001).